# Tétrode
Pour l’article homonyme, voir Hugo Tetrode.

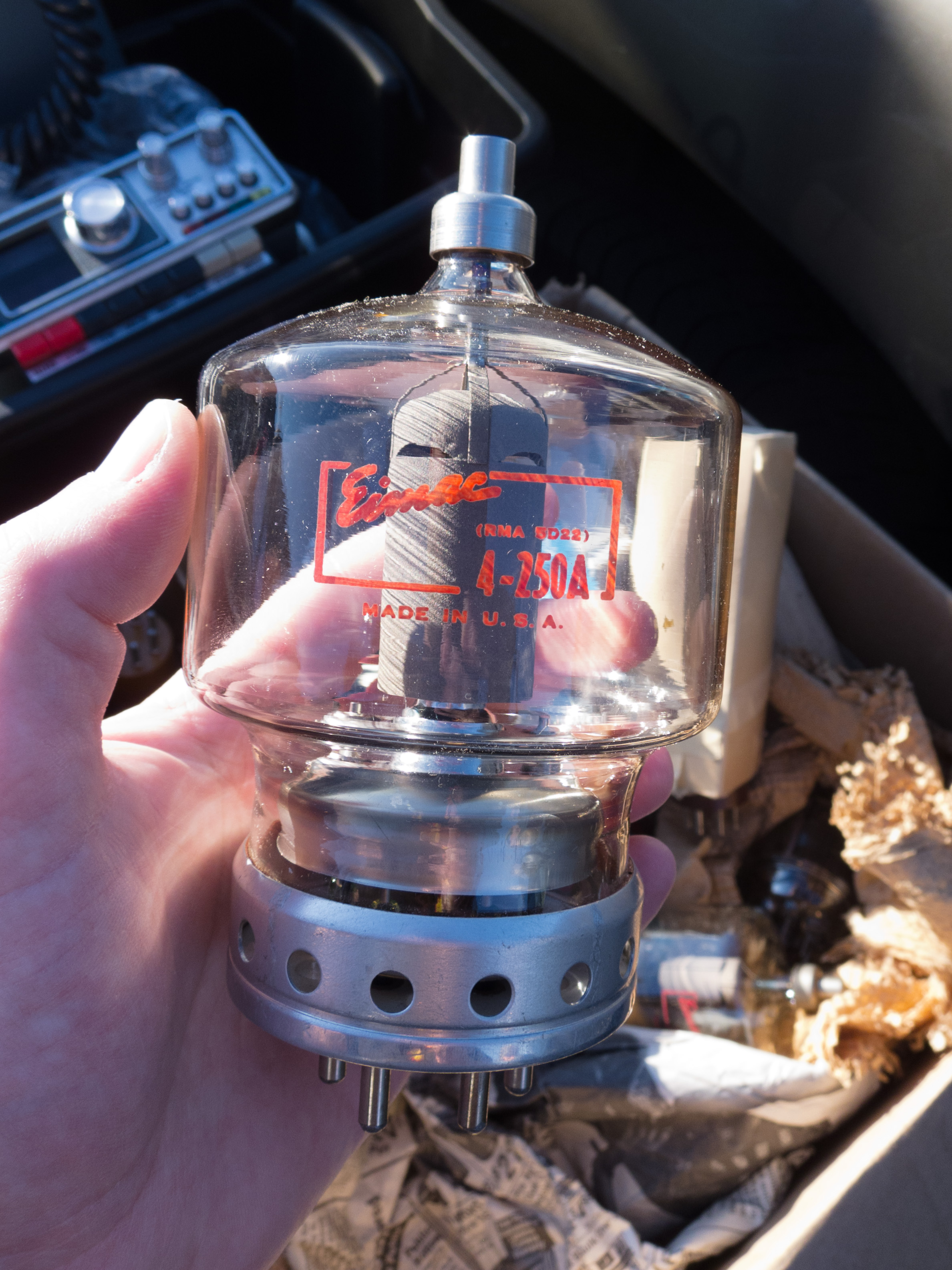
Tétrode Eimac 4-250A

La tétrode est un type de tube électronique en évolution directe du tube triode, auquel est ajoutée une grille écran. L'ajout de cette grille entre l'anode et la grille de contrôle réduit dans de très grandes proportions la capacitance entre ces deux éléments (g1 et A), ce qui permet un fonctionnement à des fréquences plus élevées. De plus, comme cette grille est chargée positivement par rapport à la cathode, cela accroît la vitesse des électrons, augmentant ainsi le gain du tube. Mais plus la vitesse des électrons augmente, plus l'effet d'émission secondaire dû à l'échauffement de l'anode se fait sentir, introduisant une discontinuité dans les caractéristiques courant / tension du tube (effet de résistance négative). Cet effet a été annulé dans le tube pentode par l'introduction d'une grille d'arrêt placée entre l'anode et la grille écran.

## Applications
De nos jours, les tétrodes sont rares : actuellement, on les utilise quasi exclusivement pour les applications hautes fréquences de fortes puissances telles que les émetteurs de radiodiffusion, bien que dans ce domaine d'application, les triodes soient souvent utilisées. Elles sont aussi utilisées pour le chauffage électromagnétique des plasmas dans les tokamaks comme JET.
En France, l'émetteur ondes longues d'Allouis dans le Cher qui diffusait France Inter (arrêt des émissions en 2017) sur 162 kHz en AM avec une puissance de 2 000 kW était équipé jusqu'en mars 2003 de deux blocs émetteurs Thomson CSF dont l'étage HF 4 avait pour l'un une tétrode TH539 à hypervapotron (refroidissement par eau vaporisée) de 1 000 kW et pour l'autre deux tétrodes TH548 de chacune 500 kW également à hypervapotron.
Dans les applications audio, on parle souvent de tétrode pour désigner une tétrode à faisceau dirigé (ce qui est différent).

## Quelques modèles
- 7203
- 8959